# 奥罗菲诺
奥罗菲诺（英語：Orofino，西班牙语中是“上好的黄金”之意）是美国爱达荷州清水縣的一座城市，位处清水河北岸的溪谷当中。2010年美國人口普查显示该城人口为3,142人，该城亦是清水县的县城。它也是内兹珀斯人保护区的一个主要城市。